# Karel Baroch
Karel Baroch (15. března 1939 – 20. září 2001) byl československý basketbalista a trenér. Je zařazen na čestné listině zasloužilých mistrů sportu.
Byl hráčem družstva Slavia VŠ Praha (1958–1966 a 1967–1972), s nímž byl pětkrát mistrem a třikrát vicemistrem Československa. Jednu sezónu hrál za Duklu Olomouc a tři sezóny za Bohemians Praha. Dvakrát v letech 1966 a 1971 byl zařazen do nejlepší pětice hráčů československé 1. ligy basketbalu. V československé basketbalové lize odehrál v letech 1958–1975 celkem 16 sezón a po roce 1962 (zavedení podrobných statistik zápasů) zaznamenal 4287 bodů. 
S týmem Slavia VŠ Praha hrál čtyři ročníky Poháru evropských mistrů, v roce 1966 skončili na 2. místě, v letech 1970 a 1971 prohráli až v semifinále s CSKA Moskva a v další sezóně hráli ve čtvrtfinálové skupině. V soutěži FIBA - Evropský pohár vítězů pohárů v roce 1968 v Athénách před 65 tisíci diváků prohráli ve finále s AEK Athény 82-89 a v roce 1969 tento pohár tým vyhrál po výhře ve Vídni nad Dynamo Tbilisi (Gruzie) 80-74. V roce 1970 ve světovém poháru (International Cup 1970) tým skončil na 4. místě.
Za československou basketbalovou reprezentací hrál v kvalifikaci na Olympijské hry 1968 (Československo čtvrté a nepostoupilo na OH) a na čtyřech Mistrovství Evropy a získal na nich stříbrnou medaili v roce 1967 a bronzovou medaili v roce 1969. Celkem odehrál v letech 1960-1971 za reprezentační družstvo Československa 161 utkání, z toho na světových a evropských soutěžích 31 a zaznamenal v nich 247 bodů.
V sezóně 1969–1970 a po roce 1975 působil jako hráč a trenér v Německu (VfL Osnabrück. 1978/79 Brose Baskets Bamberg). Po návratu byl odborným asistentem na Ústavu tělesné výchovy v Praze.

## Sportovní kariéra

### Hráč klubů
- 1958–1966 Slavia VŠ Praha – 2x mistr (1965, 1966), 2x vicemistr (1963, 1964), 4. místo (1961), 3x 5. místo (1958, 1959, 1962)
- 1966–1967 Dukla Olomouc – 5. místo (1967)
- 1967–1972 Slavia VŠ Praha – 3x mistr (1969, 1971, 1972), 1x vicemistr (1968), 1969–70 v Německu
- 1972–1975 Bohemians Praha – 7. místo (1973), 9. místo (1974), 11. místo (1975)
- ;Československá basketbalová liga celkem 16 sezón a 8 medailových umístění
  - 5x mistr Československa (1965, 1966, 1969, 1971, 1972), 3x vicemistr (1963, 1964, 1968, 1974)
  - ve střelecké tabulce (od sezóny 1962/63 do 1992/93) je na 39. místě s počtem 4287 bodů.
- Pohár evropských mistrů
  - 1965/66: ve finále prohra s italským Simmenthal Olimpia Milano 72-77, ve finále třetí nejlepší střelec týmu s 10 body
  - 1969/70: v semifinále prohra s CSKA Moskva 79-107, 75-113
  - 1970/71: v semifinále prohra s CSKA Moskva 83-68, 67-94
  - 1971/72, 1972/73: účast ve čtvrtfinálové skupině
- FIBA - Evropský pohár vítězů pohárů
  - 1967/68: v semifinále Vorwärts Lipsko 58-57, 98-76, ve finále před 65 tisíci diváků prohra s řeckým AEK Athény 82-89 (Baroch 12 bodů)
  - 1968/69: v semifinále Olimpija Lublaň, 83-76, 82-61, ve finále ve Vídni výhra nad gruzínským BK Dinamo Tbilisi 80-74 (Baroch 2 body)

### Československo
- Za reprezentační družstvo Československa v letech 1960–1971 hrál 161 utkání, z toho na světových a evropských soutěžích zaznamenal 247 bodů v 31 zápasech.
- Předolympijská kvalifikace – 1968 Sofia, Bulharsko (69 bodů /8 zápasů), 4. místo
- Mistrovství Evropy – 1965 Moskva (33 bodů /5 zápasů), 7. místo, 1967 Finsko (41 /5), vicemistr Evropy, 1969 Itálie (37 /6), 3. místo, 1971 Essen, Německo (67 /7)
  - Na 4 Mistrovství Evropy celkem 178 bodů v 23 zápasech.